# Gerhard Noller
Gerhard Noller (* 18. Juni 1922 in Langenburg; † 24. Februar 1999) war ein deutscher Theologe und Politiker (SPD).

## Leben und Beruf
Nach dem Abitur 1940 nahm Noller als Soldat am Zweiten Weltkrieg teil. Bereits in englischer Kriegsgefangenschaft begann er ein Studium der Theologie, das er 1951 in Tübingen abschloss. In Tübingen wurde er Mitglied der Studentenverbindung Tübinger Königsgesellschaft Roigel. Von 1954 an unterrichtete Noller in Reutlingen evangelische Religion. 1960 wurde er zum Dr. theol. promoviert.

## Politik
In den 1950er Jahren trat Noller, motiviert durch das Vorbild Gustav Heinemanns, in die SPD ein. Von 1962 bis 1980 gehörte er dem Reutlinger Gemeinderat an, von 1965 bis 1989 dem Kreistag des Landkreises Reutlingen. Zwischen 1968 und 1972 war Noller auch Kreisvorsitzender der Reutlinger SPD.
1968 wurde Gerhard Noller über ein Zweitmandat des Wahlkreises Reutlingen in den Landtag von Baden-Württemberg gewählt, dem er drei Legislaturperioden lang bis 1980 angehörte. Seine Arbeitsschwerpunkte im Landtag waren die Kultur- und Bildungspolitik. In den 1970er Jahren stand Noller dem damaligen SPD-Landesvorsitzenden Erhard Eppler kritisch gegenüber, da er dessen Politikansatz als zu theoretisch und ideologisch empfand.

## Schriften (Auswahl)
- Die Veränderung der SPD. Sieglind Noller Verlag, Reutlingen 1977.

## Ehrungen
- 1974: Verdienstkreuz am Bande der Bundesrepublik Deutschland
- 1978: Verdienstkreuz 1. Klasse der Bundesrepublik Deutschland[3]